# 駒村秀雄
駒村 秀雄（こまむら ひでお、1932年4月22日 - 2003年10月21日）は、日本の経営者。アール・エフ・ラジオ日本社長を務めた。兵庫県出身。

## 経歴
1955年に大阪市立大学商学部を卒業し、同年に倉敷レイヨンに入社。日本水産での勤務を経て、1962年にラジオ関東(のちのアール・エフ・ラジオ日本)取締役に就任し、1965年に常務、1969年に副社長を経て、1987年には社長に就任。1994年に会長に就任。
2003年10月21日に虚血性心不全のために死去。71歳没。